# Selaginella proxima
Selaginella proxima là một loài dương xỉ trong họ Selaginellaceae. Loài này được R.M. Tryon mô tả khoa học đầu tiên năm 1955.